# Lituânia nos Jogos Olímpicos de Inverno de 2010

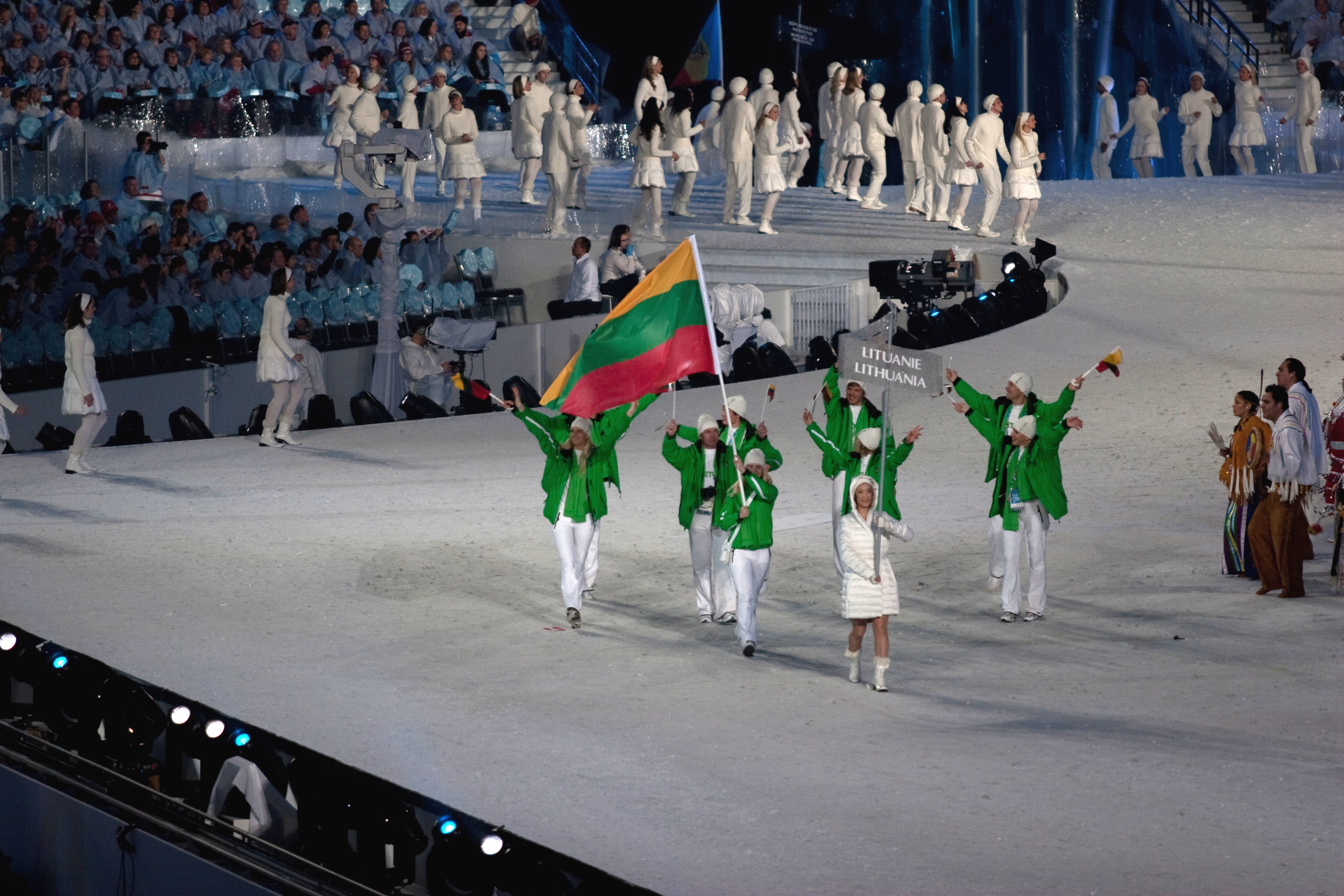
Delegação lituana durante a cerimônia de abertura.

A Lituânia participou dos Jogos Olímpicos de Inverno de 2010, realizados na cidade de Vancouver, no Canadá. Foi a sétima aparição do país em Olimpíadas de Inverno.

## Desempenho

### Biatlo
Feminino
| Atleta              | Evento      | Final   | Final       | Final   |
| Atleta              | Evento      | Tempo   | Penalidades | Posição |
| ------------------- | ----------- | ------- | ----------- | ------- |
| Diana Rasimovičiūtė | Velocidade  | 21:11.2 | 2 (1+1)     | 25º     |
| Diana Rasimovičiūtė | Perseguição | 33:58.4 | 5 (0+0+3+2) | 34º     |
| Diana Rasimovičiūtė | Individual  | 44:13.2 | 3 (1+0+1+1) | 30º     |

### Esqui alpino
Masculino
| Atleta            | Evento         | Corrida 1 | Corrida 2 | Total   | Pos. |
| ----------------- | -------------- | --------- | --------- | ------- | ---- |
| Vitalij Rumiancev | Slalom         | DNF       | DNF       | DNF     | DNF  |
| Vitalij Rumiancev | Slalom gigante | 1:27.27   | 1:29.52   | 2:56.79 | 59º  |

### Esqui cross-country
Feminino
| Atleta           | Evento      | Qualificatória | Qualificatória | Quartas-de-final | Quartas-de-final | Semifinal   | Semifinal   | Final       | Final       |
| Atleta           | Evento      | Tempo          | Pos.           | Tempo            | Pos.             | Tempo       | Pos.        | Tempo       | Pos.        |
| ---------------- | ----------- | -------------- | -------------- | ---------------- | ---------------- | ----------- | ----------- | ----------- | ----------- |
| Irina Terentjeva | 10 km livre |                |                |                  |                  |             |             | 28:52.2     | 63º         |
| Irina Terentjeva | Velocidade  | 4:04.47        | 49º            | Não avançou      | Não avançou      | Não avançou | Não avançou | Não avançou | Não avançou |

Masculino
| Atleta                            | Evento                 | Qualificatória | Qualificatória | Quartas-de-final | Quartas-de-final | Semifinal   | Semifinal   | Final       | Final       |
| Atleta                            | Evento                 | Tempo          | Pos.           | Tempo            | Pos.             | Tempo       | Pos.        | Tempo       | Pos.        |
| --------------------------------- | ---------------------- | -------------- | -------------- | ---------------- | ---------------- | ----------- | ----------- | ----------- | ----------- |
| Aleksei Novoselski                | Velocidade             | 3:51.70        | 53º            | Não avançou      | Não avançou      | Não avançou | Não avançou | Não avançou | Não avançou |
| Aleksei Novoselski                | 15 km livre            |                |                |                  |                  |             |             | 38:01.6     | 71º         |
| Mantas Strolia                    | Velocidade             | 3:47.17        | 46º            | Não avançou      | Não avançou      | Não avançou | Não avançou | Não avançou | Não avançou |
| Modestas Vaičiulis                | Velocidade             | 3:52.10        | 54º            | Não avançou      | Não avançou      | Não avançou | Não avançou | Não avançou | Não avançou |
| Modestas Vaičiulis Mantas Strolia | Velocidade por equipes |                |                |                  |                  | 19:43.1     | 9º          | Não avançou | Não avançou |

Legenda
| Recorde mundial      | Recorde mundial (World record)               |                       | Recorde africano                      | Recorde africano (African) |                                           | Q | Classificado por posição (Qualified) |
| Recorde olímpico     | Recorde olímpico (Olympic record)            | Recorde da América    | Recorde da América (Americas)         | q                          | Classificado por melhor tempo (Qualified) |   |                                      |
| Melhor marca do ano  | Melhor marca do ano (World leading)          | Recorde asiático      | Recorde asiático (Asian)              | DNS                        | Não largou (Did not start)                |   |                                      |
| Recorde nacional     | Recorde nacional (National record)           | Recorde europeu       | Recorde europeu (European)            | DNF                        | Não terminou (Did not finish)             |   |                                      |
| Recorde pessoal      | Recorde pessoal do atleta (Personal best)    | Recorde da Oceania    | Recorde da Oceania (Oceania)          | DSQ / DQ                   | Desclassificado (Disqualified)            |   |                                      |
| Recorde da temporada | Recorde da temporada do atleta (Season best) | Recorde sul-americano | Recorde sul-americano (South America) | NM                         | Sem marca (No mark)                       |   |                                      |